# Puchar Polski (województwo świętokrzyskie) w piłce nożnej mężczyzn
Puchar Polski w województwie świętokrzyskim to coroczne rozgrywki, które mają na celu wyłonienie uczestnika szczebla centralnego Pucharu Polski w następnym sezonie. W obecnej formie funkcjonuje od 2000 roku, kiedy to przeprowadzono reformę rozgrywek - wcześniej zespoły brały udział w rozgrywkach kieleckich, tarnobrzeskich, radomskich, piotrkowskich lub częstochowskich.

## Zwycięzcy
| Sezon     | Zwycięzca                         | Finalista                         | Źródło |
| --------- | --------------------------------- | --------------------------------- | ------ |
| 2000/2001 | Pogoń Staszów                     | Czarni Połaniec                   | [ 1 ]  |
| 2001/2002 | Alit Ożarów                       | HEKO Czermno                      | [ 2 ]  |
| 2002/2003 | Korona Kielce                     | Wierna Małogoszcz                 | [ 3 ]  |
| 2003/2004 | Korona Kielce                     | Pogoń Staszów                     | [ 4 ]  |
| 2004/2005 | Wierna Małogoszcz                 | GKS Nowiny                        | [ 5 ]  |
| 2005/2006 | Ponidzie Nida PIńczów             | KSZO II Ostrowiec Świętokrzyski   | [ 6 ]  |
| 2006/2007 | KSZO II Ostrowiec Świętokrzyski   | Korona III Kielce                 | [ 7 ]  |
| 2007/2008 | Naprzód Jędrzejów                 | KSZO Ostrowiec Świętokrzyski      | [ 8 ]  |
| 2008/2009 | Korona II Kielce                  | Pogoń 1945 Staszów                | [ 9 ]  |
| 2009/2010 | Nida Pińczów                      | Juventa Starachowice              | [ 10 ] |
| 2010/2011 | Alit Ożarów                       | MKS Stąporków                     | [ 11 ] |
| 2011/2012 | Łysica II Bodzentyn               | KSZO 1929 Ostrowiec Świętokrzyski | [ 12 ] |
| 2012/2013 | KSZO 1929 Ostrowiec Świętokrzyski | Nida Pińczów                      | [ 13 ] |
| 2013/2014 | Łysica Bodzentyn                  | Granat Skarżysko-Kamienna         | [ 14 ] |
| 2014/2015 | Wisła Sandomierz                  | Łysica Bodzentyn                  | [ 15 ] |
| 2015/2016 | KSZO 1929 Ostrowiec Świętokrzyski | Spartakus Daleszyce               | [ 16 ] |
| 2016/2017 | KSZO 1929 Ostrowiec Świętokrzyski | Korona II Kielce                  | [ 17 ] |
| 2017/2018 | Wisła Sandomierz                  | KSZO 1929 Ostrowiec Świętokrzyski | [ 18 ] |
| 2018/2019 | KSZO 1929 Ostrowiec Świętokrzyski | Granat Skarżysko-Kamienna         | [ 19 ] |
| 2019/2020 | KSZO 1929 Ostrowiec Świętokrzyski | Korona II Kielce                  | [ 20 ] |
| 2020/2021 | KSZO 1929 Ostrowiec Świętokrzyski | Czarni Połaniec                   | [ 21 ] |
| 2021/2022 | ŁKS Łagów                         | Granat Skarżysko-Kamienna         | [ 22 ] |
| 2022/2023 | KSZO 1929 Ostrowiec Świętokrzyski | Star Starachowice                 | [ 23 ] |
| 2023/2024 | Star Starachowice                 | Czarni Połaniec                   | [ 24 ] |
| 2024/2025 | Korona II Kielce                  | Star Starachowice                 | [ 25 ] |

## Statystyki
W tabeli razem uwzględnione są:
- KSZO Ostrowiec Świętokrzyski i KSZO 1929 Ostrowiec Świętokrzyski
- Ponidzie Nida Pińczów i Nida Pińczów
- Pogoń Staszów i Pogoń 1945 Staszów

| Miejsce | Klub                              | Puchary                                      | Finały               |
| ------- | --------------------------------- | -------------------------------------------- | -------------------- |
| 1.      | KSZO 1929 Ostrowiec Świętokrzyski | 7 (2012, 2016, 2017, 2019, 2020, 2021, 2023) | 3 (2008, 2012, 2018) |
| 2.      | Korona II KIelce                  | 2 (2009, 2025)                               | 2 (2017, 2020)       |
| 3.      | Nida Pińczów                      | 2 (2006, 2010)                               | 1 (2013)             |
| 4.      | Korona Kielce                     | 2 (2003, 2004)                               | 0                    |
| 4.      | Wisła Sandomierz                  | 2 (2015, 2018)                               | 0                    |
| 4.      | Alit Ożarów                       | 2 (2002, 2011)                               | 0                    |
| 7.      | Pogoń 1945 Staszów                | 1 (2001)                                     | 2 (2004, 2009)       |
| 7.      | Star Starachowice                 | 1 (2024)                                     | 2 (2023, 2025)       |
| 9.      | Wierna Małogoszcz                 | 1 (2005)                                     | 1 (2003)             |
| 9.      | Łysica Bodzentyn                  | 1 (2014)                                     | 1 (2015)             |
| 9.      | KSZO II Ostrowiec Świętokrzyski   | 1 (2007)                                     | 1 (2006)             |
| 12.     | Naprzód Jędrzejów                 | 1 (2008)                                     | 0                    |
| 12.     | Łysica II Bodzentyn               | 1 (2012)                                     | 0                    |
| 12.     | ŁKS Łagów                         | 1 (2022)                                     | 0                    |
| 15.     | Granat Skarżysko-Kamienna         | 0                                            | 3 (2014, 2019, 2022) |
| 15.     | Czarni Połaniec                   | 0                                            | 3 (2001, 2021, 2024) |
| 17.     | HEKO Czermno                      | 0                                            | 1 (2002)             |
| 17.     | GKS Nowiny                        | 0                                            | 1 (2005)             |
| 17.     | Korona III Kielce                 | 0                                            | 1 (2007)             |
| 17.     | Juventa Starachowice              | 0                                            | 1 (2010)             |
| 17.     | MKS Stąporków                     | 0                                            | 1 (2011)             |
| 17.     | Spartakus Daleszyce               | 0                                            | 1 (2016)             |